# Santa María 2da. Sección
Santa María 2da. Sección är en ort i Mexiko.   Den ligger i kommunen Palenque och delstaten Chiapas, i den sydöstra delen av landet, 800 km öster om huvudstaden Mexico City. Santa María 2da. Sección ligger 148 meter över havet och antalet invånare är 106.
Terrängen runt Santa María 2da. Sección är kuperad åt sydväst, men åt nordost är den platt. Runt Santa María 2da. Sección är det ganska glesbefolkat, med 32 invånare per kvadratkilometer. Närmaste större samhälle är Licenciado Gustavo Díaz Ordaz, 1,7 km sydväst om Santa María 2da. Sección. I omgivningarna runt Santa María 2da. Sección växer i huvudsak städsegrön lövskog.